# Aranyfejű földirigó

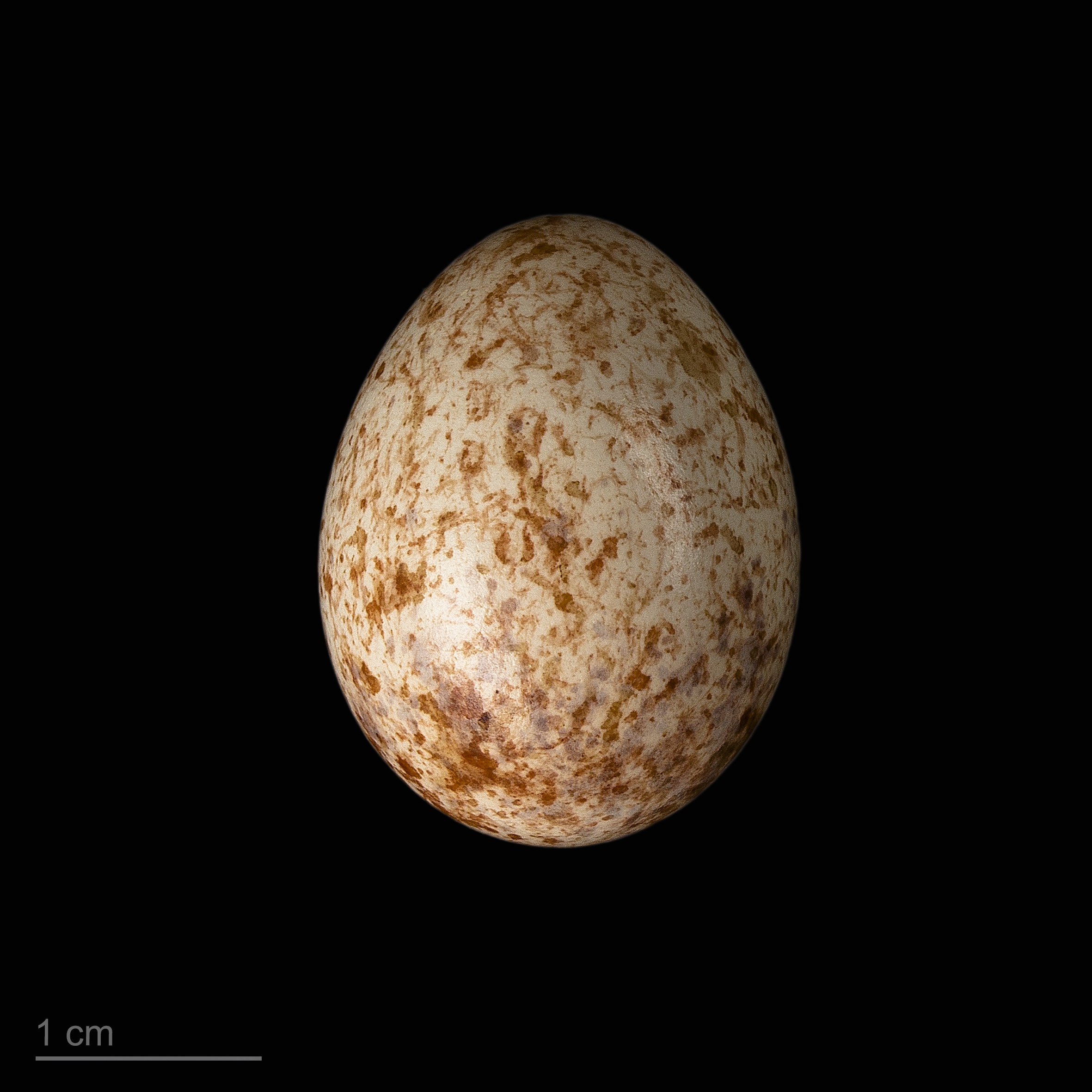
Geokichla citrina

Az aranyfejű földirigó (Geokichla citrina)  a madarak osztályának verébalakúak (Passeriformes) rendjébe és a rigófélék (Turdidae) családjába tartozó faj.

## Rendszerezése
A fajt John Latham angol ornitológus írta le 1790-ben, a Turdus nembe Turdus citrinus néven. Sorolták a Zoothera nembe Zoothera citrina néven is.

## Alfajai
- Geokichla citrina citrina (Latham, 1790) - a Himalája keleti része (Nepál, Bhután és Északkelet-India) és Mianmar északi része
- Geokichla citrina cyanota (Jardine & Selby, 1828) - India középső és déli része
- Geokichla citrina innotata (Blyth, 1846) - Mianmar keleti része, Kína déli része és Vietnám északi része
- Geokichla citrina melli (Stresemann, 1923) - Kína déli része
- Geokichla citrina courtoisi (Hartert, 1919) - Kína keleti része
- Geokichla citrina aurimacula (Hartert, 1910) - Hajnan, Vietnám északi és keleti része, Laosz, Thaiföld északi része és Kambodzsa
- Geokichla citrina andamanensis (Walden, 1874) - Andamán-szigetek
- Geokichla citrina albogularis (Blyth, 1847) - Nikobár-szigetek
- Geokichla citrina gibsonhilli (Deignan, 1950) - Mianmar középső és délkeleti része és Thaiföld délnyugati része
- Geokichla citrina aurata (Sharpe, 1888) - Borneó
- Geokichla citrina rubecula (Gould, 1836) - Jáva és Bali

## Előfordulása
Dél- és Délkelet-Ázsiában, Banglades, Bhután, Kambodzsa, Kína, India, Indonézia, Laosz, Malajzia, Mianmar, Nepál, Pakisztán, Thaiföld és Vietnám területén honos.
Természetes élőhelyei a szubtrópusi vagy trópusi síkvidéki esőerdők és száraz erdők, folyók és patakok környékén, valamint ültetvények és vidéki kertek. Vonuló faj.

## Megjelenése
Testhossza 23 centiméter, testtömege 47–60 gramm.
|  |

## Életmódja
Mindenevő, rovarokkal, földigilisztákkal, piócákkal, meztelen csigákkal, csigákkal, valamint bogyókkal, gyümölcsökkel és  fűmagvakkal, különösen fügével táplálkozik.

## Természetvédelmi helyzete
Az elterjedési területe rendkívül nagy, egyedszáma ugyan csökken, de még nem éri el a kritikus szintet. A Természetvédelmi Világszövetség Vörös listáján nem fenyegetett fajként szerepel.
Európában az Európai Állatkertek és Akváriumok Szövetsége felügyelete alá tartozó Európai Veszélyeztetett Fajok Programja (EEP) keretében tenyésztik a faj egyedeit.